# Wikipedia tiếng Trung
Wikipedia tiếng Trung (giản thể: 中文维基百科; phồn thể: 中文維基百科; bính âm: Zhōngwén wéijī bǎikē, "Bách khoa Wiki tiếng Trung") là phiên bản Hán ngữ tiêu chuẩn của Wikipedia. Nó được khởi động bởi Quỹ Wikipedia. Bắt đầu từ ngày 11 tháng 5 năm 2001, phiên bản này hiện nay đã có hơn 1.489.702 bài viết và 3.765.198 người đăng kí. Wikipedia tiếng Trung có 87 quản trị viên, bao gồm 29 từ Trung Quốc đại lục, 18 từ Đài Loan, 15 từ Hồng Kông. Tuy nhiên trang Wikipedia tiếng Trung đã bị chặn tại nước nhà từ tháng 5 năm 2015.
Wikipedia tiếng Trung là bách khoa toàn thư trực tuyến tiếng Trung Quốc lớn thứ tư sau Hudong (互動在綫, Hỗ Động tại tuyến), Baidu Baike (百度百科, Bách Độ bách khoa) và Soso Baike (搜搜百科, Song Song bách khoa).

## Lịch sử
WIkipedia tiếng Trung được khởi động cùng với 12 phiên bản Wikipedia khác. Vào thời gian đầu, phiên bản tiếng Trung không hỗ trợ cho người Trung Quốc và cũng không có nội dung tham khảo.
Vào tháng 10 năm 2002, trang Wikipedia đầu tiên được soạn thảo. Thư mục được gói gọn trong tên miền zh.wikipedia.org, với từ zh dựa trên mã ISO cho tiếng Trung. Ngày 17 tháng 12 năm 2002, người dùng tên Mountain đã dịch các cụm từ tiếng Anh thành tiếng Trung Quốc tạo nên tựa đề đầu tiên bằng tiếng mẹ đẻ.
Nhằm tạo sự hòa hợp giữa tiếng Trung phồn thể và tiếng Trung giản thể, từ năm 2002 đến năm 2003, cộng đồng Wikipedia tiếng Trung quyết định kết hợp 2 bản riêng biệt thành một bản hợp nhất và được khởi động vào ngày 23 tháng 12 năm 2004. Vào thời gian đầu, phần lớn phiên bản tiếng Trung được dịch từ phiên bản tiếng Anh.
Trang Wikipedia lần đầu tiên được giới thiệu trong 中国电脑教育报 ("Báo giáo dục máy tính Trung Quốc") tháng 10 năm 2003 với tựa đề là 我也来写百科全书 ("Tôi cũng đi viết bách khoa toàn thư đây"). Từ đó các bài báo được xuất bản với các tựa đề nói về Wikipedia tiếng Trung.

## Khóa trang Wikipedia
Chính phủ Cộng hòa Nhân dân Trung Hoa và nhà cung cấp Internet ở Trung Quốc đại lục thông qua dự luật cấm các trang Internet trong đó có cả Wikipedia hoạt động ít nhất 3 lần trong lịch sử trang.
Vào ngày 19 tháng 5 năm 2015, trang Wikipedia tiếng Trung bị khóa lần nữa trong phạm vi đất nước (không bao gồm Hồng Kông, Đài Loan và Ma Cao).